# Liste der Nummer-eins-Hits in Polen (2002)
Diese Liste enthält alle Nummer-eins-Hits in Polen im Jahr 2002. Es gab in diesem Jahr 16 Nummer-eins-Alben.
| Alben |
| --- |
| - Leonard Cohen – Ten New Songs - 11 Wochen (29. Oktober 2001 – 13. Januar 2002) - Ich Troje – Ad. 4 - 3 Wochen (14. Januar – 3. Februar, insgesamt 17 Wochen; → 2001) - Leonard Cohen – Ten New Songs - 3 Wochen (4. Februar – 24. Februar, insgesamt 14 Wochen) - Lord of the Rings – The Fellowship of the Ring (Soundtrack) - 4 Wochen (25. Februar – 24. März) - Edyta Górniak – Perła - 1 Woche (25. März – 1. April) - Golec uOrkiestra – Golec uOrkiestra 3 - 1 Woche (2. April – 7. April) - Anna Maria Jopek – Nienasycenie - 6 Wochen (8. April – 26. Mai) - Ich Troje – Po piąte... a niech gadają - 8 Wochen (27. Mai – 21. Juli, insgesamt 12 Wochen) - Red Hot Chili Peppers – By the Way - 2 Wochen (22. Juli – 4. August) - Ich Troje – Po piąte... a niech gadają - 4 Wochen (5. August – 1. September, insgesamt 12 Wochen) - t.A.T.u. – 200 По Встречной - 1 Woche (2. September – 8. September) - Garou – Seul - 1 Woche (9. September – 15. September) - Wilki – 4 - 3 Wochen (16. September – 6. Oktober) - Kazik na Żywo – Występ - 3 Wochen (7. Oktober – 27. Oktober) - Kasia Kowalska – Antidotum - 4 Wochen (28. Oktober – 24. November) - Krzysztof Krawczyk – ... Bo marzę i śnię - 4 Wochen (25. November – 22. Dezember) - Anna Maria Jopek & Pat Metheny – Upojenie - 8 Wochen (23. Dezember 2002 – 16. Februar 2003) |

Die Angaben basieren auf den offiziellen Albumcharts der ZPAV.